# Makkovik
Makkovik (Inuit-Name: Maquuvik) ist eine Gemeinde (Town) in der kanadischen Provinz Neufundland und Labrador.

## Lage
Die Gemeinde gehört zur Census Division No. 11. Sie befindet sich am Südufer der Makkovik Bay an der nördlichen Ostküste von Labrador. Makkovik besitzt einen kleinen Flugplatz (IATA: YFT). Die Ortschaft ist üblicherweise per Flugzeug vom 215 km südwestlich gelegenen Happy Valley-Goose Bay erreichbar. Zwischen Mitte Juni und Mitte November gibt es eine Fährverbindung von Goose Bay entlang der Labradorküste über Makkovik und Hopedale bis nach Nain.

## Einwohner
Der Zensus im Jahr 2016 ergab für die Gemeinde eine Bevölkerungszahl von 377 Einwohnern. Beim Zensus im Jahr 2011 waren es 361. Somit nahm die Bevölkerung in den letzten Jahren geringfügig zu. Die Bevölkerung besteht hauptsächlich aus Inuit oder besitzt eine gemischte Abstammung aus Inuit und Europäern.

## Geschichte
Gegründet wurde Makkovik 1860 als Handelsposten. 1896 errichteten die Herrnhuter Brüdergemeine eine Mission in Makkovik. Das Missionsgebäude und die angeschlossene Schule wurden 1958 bei einem Brand zerstört. In den 1950er Jahren wurden 150 Inuit von Nutak und von Hebron nach Makkovik zwangsumgesiedelt. Zwischen 1957 und 1961 betrieb die United States Air Force 15 km nördlich der Siedlung die Radarstation
Cape Makkovik Air Station (⊙)

## Klima
Das Klima wird vom Labradorstrom bestimmt. Makkovik liegt im Norden der kaltgemäßigten Klimazone. Das bedeutet, der Ort liegt unweit der arktischen Waldgrenze. In den Sommermonaten Juli und August liegen die Durchschnittstemperaturen bei 11–12 °C, in den Wintermonaten Januar und Februar bei −16,5 °C.